# Universal Music Japan
Universal Music LLC (jap. ユニバーサルミュージック合同会社 Yunibāsaru myūjikku Gōdō-gaisha) – japońska wytwórnia, znana również jako Universal Music Japan, UMJ lub UML, jest japońską spółką zależną Universal Music Group, założoną w 1990 roku.
Naoshi Fujikura, dyrektor generalny i prezes Universal Music Japan, od 2021 r. co roku trafia na listę „International Power Players” magazynu Billboard.

## Historia
Firma została założona w 1990 roku jako PolyGram Co., Ltd., z Kazuhiko Koike jako prezesem i dyrektorem generalnym. Następnie w 1999 roku, po przejęciu PolyGram przez Seagram i późniejszej integracji z Universal Studios, firma została zreorganizowana i przemianowana na Universal Music Co., Ltd.. W 2009 roku, firma zmieniła nazwę na Universal Music LLC. Kazuhiko zrezygnował ze stanowiska prezesa i dyrektora generalnego, a jego miejsce zajął Keiichi Ishizaka. 1 stycznia 2014 roku Naoshi Fujikura, objął obowiązki prezesa i dyrektora generalnego firmy.

## Wytwórnie płytowe

### Obecne wytwórnie
- Polydor Records
  - Perfume Records
  - Asse!! Records
  - Diva Records
- UJ
  - Johhny's Universe
  - Over the Top
  - TJ
  - Project K&P
- Universal Sigma
  - Hehn Records
  - DCT Records
  - Yoshimoto Universal Tunes
  - U Cube
- Lighthouse Music
- Universal D
- EMI Records
  - Holo-n
  - Eastworld
  - Go Good Records
  - Mercury Tokyo
- Universal Gear
- Virgin Music
  - Def Jam Recordings
  - Kinashi Records
  - Republic Records
- USM Japan
  - Universal International
  - UM & Brands
- Augusta Records
- Universal Classics
- Be-U
- Universal Music IST

### Byłe wytwórnie
- Delicious Deli Records
- EMI Records Japan
- Island Records
- Def Jam Japan
- EMI R
- Nayutawave Records
- Virgin Records
- Universal Victor
- Nippon Phonogram
- Mercury Music Entertainment
- Kitty Records
- Zero-A
- Far Eastern Tribe Records
- Universal-W
- Universal J
- Zen Music
- A&M Records